# Ein Mann namens Ove (Roman)
Ein Mann namens Ove (schwedisch En man som heter Ove) ist ein Roman des schwedischen Autors Fredrik Backman. Der Roman erschien 2012 im Original und wurde 2014 ins Deutsche übersetzt von Stefanie Werner.
Die englische Ausgabe A Man Called Ove verhalf dem Buch zum internationalen Durchbruch und es hielt sich lange auf Bestsellerlisten. Es entstanden Übersetzungen in zahlreiche Sprachen.
Die Verfilmung von Hannes Holm im Jahr 2015 erhielt eine Reihe von Auszeichnungen. 2022 folgte mit Ein Mann namens Otto eine US-amerikanische Neuverfilmung.

## Inhalt
Der Protagonist Ove ist ein griesgrämiger 59-jähriger Schwede, der mit seiner Frau Sonja in einer Wohnsiedlung lebt. Dort achtet er strikt auf die Einhaltung aller Regeln, was ihn nicht bei allen Nachbarn beliebt macht. Er ist geschickt bei handwerklichen Aufgaben, beim Autofahren und besonders beim Reparieren von Autos. Sein größter Stolz ist es, in seinem gesamten Leben ausschließlich Saab gefahren zu sein. 
Die Ordnung in Oves Leben wird durch eine Familie, die ins Nachbarhaus einzieht, gestört. Nicht nur die beiden Töchter, sondern auch die kommunikationsfreudige Mutter Parvaneh und der handwerklich gänzlich unbegabte Vater Patrick drängen sich in Oves Leben. Im Laufe der Geschichte wird mithilfe von Rückblenden in Oves Kindheit der Verlust seiner Eltern und das Kennenlernen seiner Frau dargestellt. Dabei erschließt sich auch, dass Oves Frau vor vielen Jahren einen Unfall hatte, bei dem sie ein Kind verlor und seitdem auf einen Rollstuhl angewiesen war. 
Weil Sonja kurz vor Einsetzen der Geschichte gestorben ist und Ove dadurch die einzige Person, die ihn wirklich verstand, verloren hat, möchte er sich nun das Leben nehmen. Alle Versuche scheitern allerdings und schließlich zeigt Ove eine überraschend menschenfreundliche Seite. Weil sein Erzfeind Rune an Alzheimer erkrankte, möchte ihn die Stadtverwaltung in ein Pflegeheim schicken. Dessen Frau Anita schafft es nicht alleine, gegen diese Entscheidung anzukämpfen. Nun zeigt sich Oves Kampfgeist und er hilft, gemeinsam mit der mittlerweile befreundeten Nachbarsfamilie, dass Rune bei seiner Frau bleiben darf.

## Rezeption
- Der Spiegel: „Tragikomischer Roman über ein liebenswertes Ekelpaket, das mit seinem blockwartmäßigen Kontrollwahn die Nachbarschaft terrorisiert.“[1]
- Woman: „Ein Überraschungserfolg aus Schweden, melancholisch geschrieben und trotzdem herzerwärmend zu lesen.“[1]
- Hamburger Morgenpost: „Wer dieses Buch nicht liebt, braucht eigentlich gar nicht mehr zu lesen.“[1]

## Deutsche Ausgabe
- Fredrik Backman: Ein Mann namens Ove. Aus dem Schwedischen von Stefanie Werner. Fischer, Frankfurt 2014, ISBN 978-3-596-19780-4.